# 工艺教育学院
工艺教育学院（英語：Institute of Technical Education，缩写: ITE）是新加坡的公立职业教育机构，为中学毕业生和继续教育和工作人士提供就业培训。 学院提供涵盖工程、会计、企业管理、护理、医药、建筑和法律等领域的专业课程，并提供实习培训，为技术领域的工友和学生提供支持。 工艺教育学院為新加坡教育部成立的法定機構，前身为職業及產業訓練委員會（VITB），ITE有三个区域学院，提供国家工艺教育证书（NITEC），高级国家工艺教育证书（Higher NITEC）以及特级国家工艺教育证书（Master NITEC）课程。

## 历史

### 1960年代到1970年代：職業及產業訓練委員會（VITB）
在1960年代和1970年代、职业培训是由两个独立的法定机构负责，成人教育委员会(AEB)，以及工业培训委员会(ITB). 两者于1979年合并为職業及產業訓練委員會（Vocational and Industrial Training Board, VITB），以促进发展职业培训。

### 1992年：工艺教育学院(ITE)
ITE的设立是VITB课程改组的结果，以作为一个高等技能教育提升就业能力的培训中心。 政府在1992年的教育改制中设定，每一个新加坡学生必须有至少10年的主流教育。擅长技术领域的学生将在中学就读普通（技术）源流，并在完成了中学教育后就读于工艺教育学院。
- 1992年：建立ITE为中学后工艺教育机构。
- 1994年：ITE碧山校区启用。
- 1995年：ITE总部启用。
- 1996年：ITE杜佛校区启用。
- 1998年：ITE马里士他、淡滨尼和义顺校区启用。
- 2000年：ITE武吉巴督校区启用。
- 2001年：ITE麦波申校区启用。
- 2002年：eTutor学习系统，eStudent校务管理系统和新国家工艺教育证书系统(Nitec证书/高级Nitec证书/特级Nitec证书).
- 2003年：为成年学习者推出ReNEW计划。
- 2005年：ITE的第一所综合学院－ITE东区学院启用。 成立ITE第一个技术中心－信息通信技术中心。 获得新加坡质量大奖之世界级卓越商务奖。
- 2007年：获得的IBM全球创新大奖之转化管治奖。
- 2010年：ITE的第二所综合学院－ITE西区学院启用。
- 2013年：ITE的第三所（最后一所）区域综合学院－ITE中区学院启用；亦象征ITE区域学院网络全面落成。

## 收生
工艺教育学院每年录取全国25％学生，平均入学人数约25 000人。 全职学生多为考获新加坡-剑桥GCE N-水准或新加坡-剑桥GCE O-水准文凭的中学毕业生。

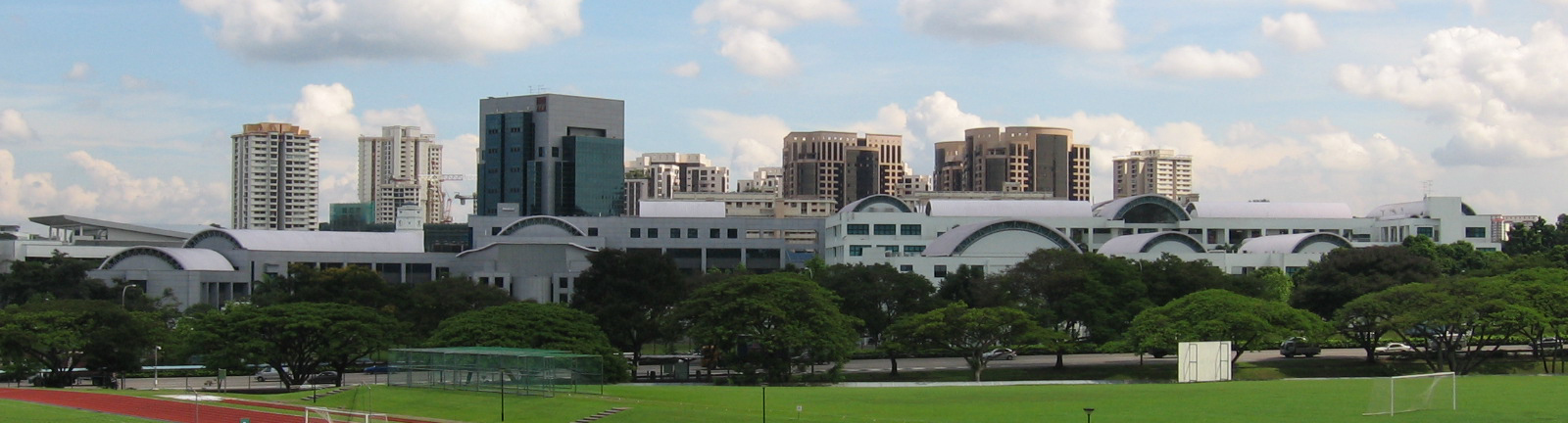
位于杜佛的旧工艺教育学院总部。

## 学院

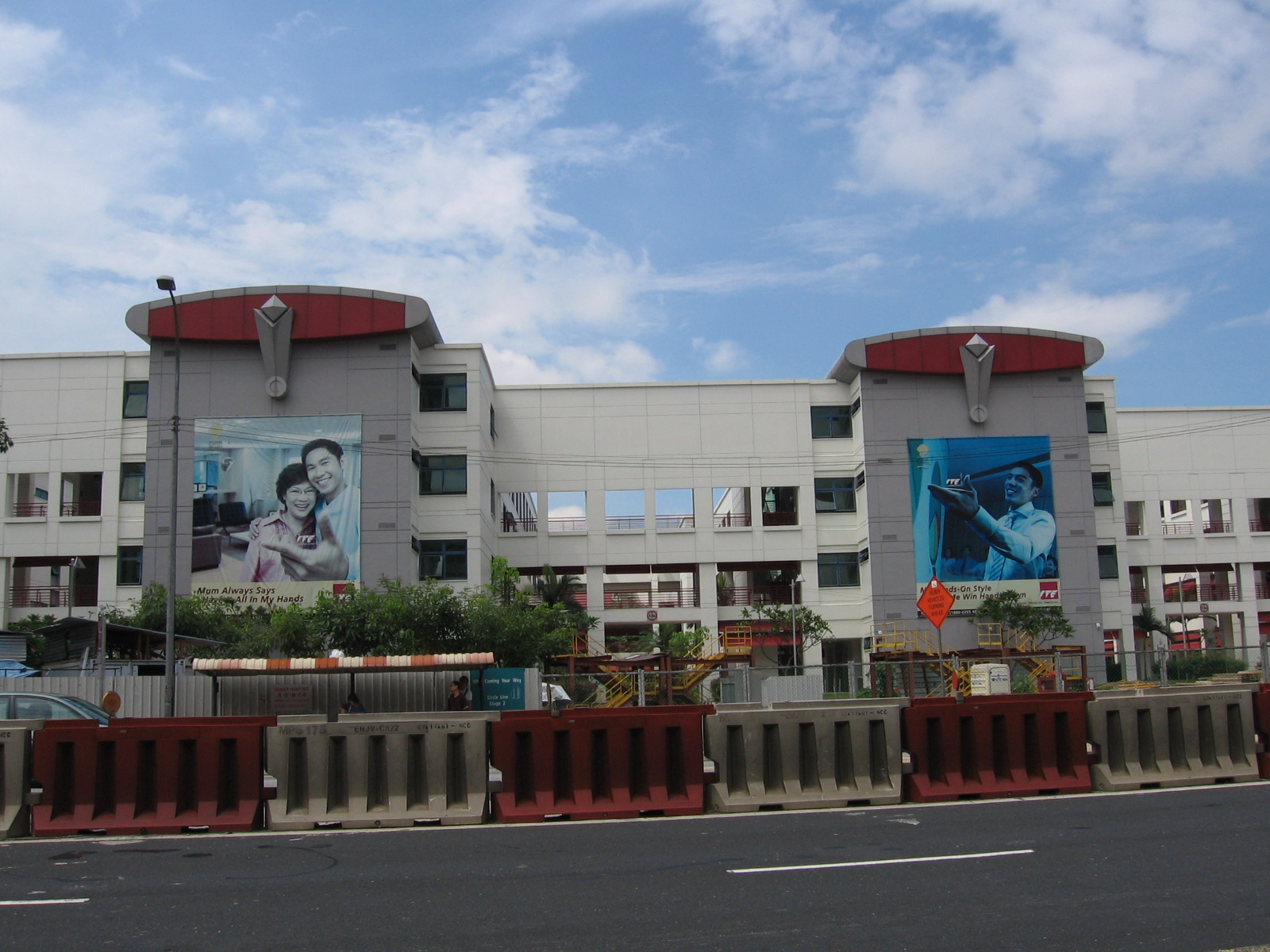
前ITE麦波申校区

教育部于2005年推出“一个工艺教育系统，三个学院”的教育模式，以完善新加坡技术领域的教育系统，计划下，10所工艺教育学院合并为3所区域性工艺教育学院。
其中杜佛、马里士他（总部）、武吉巴督和金文泰校区合并为工艺教育学院西区学院。而碧山、马里士他（中区）、麦波申、义顺和淡滨尼校区则合并为工艺教育学院中区学院。
目前，新加坡的三所工艺教育学院为：
- 工艺教育学院中区学院（英语：ITE College Central）
- 工艺教育学院东区学院（英语：ITE College East）
- 工艺教育学院西区学院（英语：ITE College West）

## 成就
ITE已赢得了无数当地奖项以及国际奖项。 2005年，它成为第一个被授予新加坡的质量奖的教育机构。 这个奖是对世界级组织最高标准，精益求精的肯定。 ITE也于2010年荣获总理公署公共服务杰出奖。

## 杰出校友
- 田铭耀 - 新传媒艺人
- 胡佳嬑（英语：Hayley Woo）、胡佳琪（英语：Jayley Woo）-同卵双胞胎女艺人。[4]
- 陈罗密欧 - 新传媒艺人